# Anna Lea Merritt

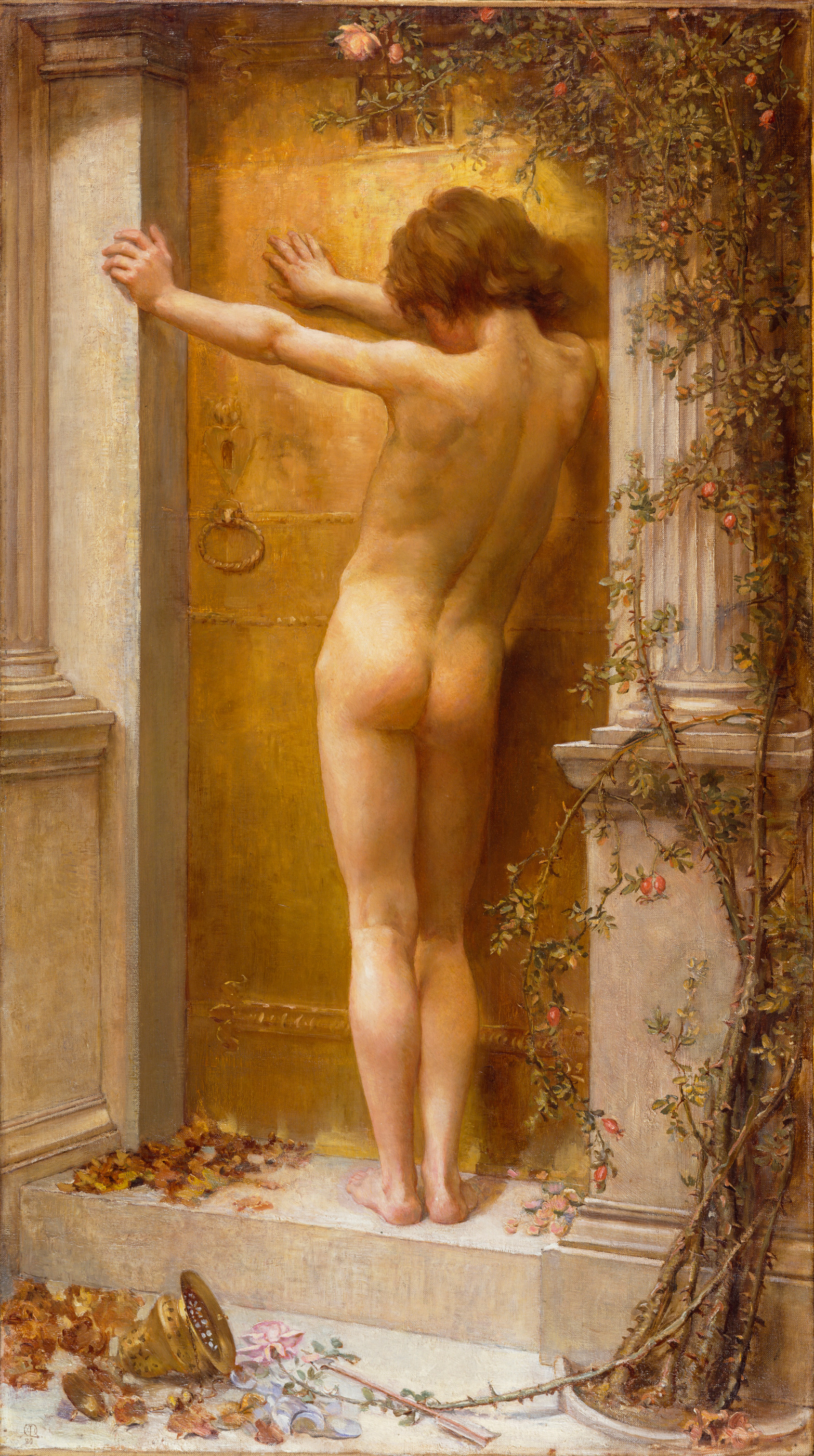
Love Locked Out, 1889

Anna Lea Merritt (ur. 13 września 1844 w Filadelfii, zm. 7 kwietnia 1930 w Hurstbourne Tarrant, w hrabstwie Hampshire) – amerykańska artystka aktywna w Anglii. Zajmowała się malarstwem olejnym i dekoracyjnym, tworzyła akwaforty i murale, była też pisarką i publicystką.

## Życiorys
Urodziła się w zamożnej rodzinie filadelfijskich kwakrów, jej ojciec był przedsiębiorcą zajmującym się bawełną i jej przerobem. Jako nastolatka uczęszczała do postępowych szkół ucząc się literatury klasycznej, matematyki i języków obcych, a także muzyki u prywatnych nauczycieli. Studiowała też anatomię w Women's Medical College w Filadelfii.
W 1865 wyjechała z rodziną do Europy, przebywała m.in. we Włoszech, Niemczech i Francji, pobierała lekcje malarstwa m.in. u Léona Cognieta w Paryżu i  Stefano Ussi we Florencji. Po wybuchu wojny francusko-pruskiej osiadła w Anglii, gdzie poznała malarza i krytyka sztuki  Henry'ego Merritta, który był początkowo jej nauczycielem i mentorem, a w marcu 1877 został mężem. Małżeństwo trwało tylko trzy miesiące, po nagłej śmierci Merritta Anna udokumentowała jego życie i dorobek w dwutomowej publikacji Henry Merritt: Art Criticism and Romance.
Artystka do końca życia mieszkała w Anglii, jednak często odwiedzała Amerykę. Wystawiała w Royal Academy i paryskim Salonie, malowała portrety, obrazy alegoryczne i religijne, pejzaże i kwiaty. W 1888 wystawiła 33 akwaforty na wystawie Work of the Women Etchers of America zorganizowanej przez Union League Club w Nowym Jorku. Była też członkiem Royal Society of Painter-Etchers w Londynie. W 1893 otrzymała nagrodę i medal za przygotowanie dekoracji dla sekcji brytyjskiej na wystawie światowej w Chicago. Brała udział m.in. w Centennial Exhibition w Filadelfii w 1876 i Wystawie światowej w Paryżu w 1889. Wykonała też freski dla kościoła św. Marcina w Chillworth w hrabstwie Surrey.
Pomimo że twórczość Anny Lea Merritt cieszyła się znaczną popularnością w wiktoriańskiej Anglii, to obecnie artystka jest zapomniana. Najbardziej znany jest jej obraz z Tate Britain pt. Love Locked Out (1889). Płótno przedstawia nagiego kupidyna bez charakterystycznych atrybutów, dobijającego się do zamkniętych drzwi grobowca. Dzieło powstało dla upamiętnienia jej miłości do przedwcześnie zmarłego męża  Henry'ego Merritta (1822-77).

## Publikacje
- Henry Merritt: Art Criticism and Romance, 1879,
- A Hamlet in Old Hampshire, 1902,
- An Artist’s Garden, 1908,
- Wspomnienia, 1926.